# Équipe de Hong Kong de rugby à XV
Ne doit pas être confondu avec Équipe de Hong Kong féminine de rugby à XV.
L'équipe de Hong Kong de rugby à XV rassemble les meilleurs joueurs de rugby à XV de Hong Kong.
Au 9 septembre 2019, l'équipe est classé 24e au classement World Rugby.

## Histoire

### Débuts auXXesiècle
Le rugby est arrivé à Hong Kong dès la fin du XIXe siècle, sous l'influence du Royaume-Uni dont Hong Kong est alors une colonie.
La Fédération hongkongaise créée seulement en 1952 reconnait néanmoins comme premier test match de son équipe la rencontre de 1932 face à une équipe d'Australie universitaire.

### Résultats notoires dans les années 90
Parmi les meilleurs nations asiatiques en rugby à XV, Hong Kong connait probablement sa décennie la plus riches en succès sportifs dans les années 1990, elle y bat notamment régulièrement le Japon, les États-Unis, le Canada et la plupart de ses autres rivaux asiatiques.
Le match contre le Canada du 9 mai 1998 remporté par Hong Kong, constitue probablement l'une des victoires les plus significatives du rugby hongkongais, l'équipe du Canada étant alors capable de jouer au niveau de grandes équipes — battant notamment l'Argentine, la France, le pays de Galles, l'Italie ou l'Écosse en ces années là.
Cette victoire est notamment acquise grâce à un fort contingent de joueurs né hors Hong Kong, dont certains joueurs qui ont par la suite fréquenté des grands clubs européens comme Vaughan Going ou Luke Nabaro.
Néanmoins Hong Kong échouera par la suite à atteindre le dernier tour de la qualification pour la Coupe du monde 1999, mettant ainsi fin au cycle vertueux jusqu'alors initié.

### Nouvelles ambitions auXXIesiècle
En 2005, Hong Kong prend part au tournoi d'Asie qualificatif pour la Coupe du monde de rugby à XV 2007 en France. Hong Kong se qualifie pour le tour final en compagnie de la Corée du Sud et du Japon. La sélection perd ses rencontres suivantes et termine troisième du groupe.
Dans les années 2010, Hong Kong semble s'affirmer à nouveau comme un candidat crédible pour la Coupe du monde, s'imposant déjà comme place forte du rugby en Asie, inférieure seulement au Japon. De fait Hong Kong devance la Corée du Sud ou encore le Sri Lanka lors du Tournoi asiatique des Cinq Nations 2014, obtenant ainsi sa qualification pour les repêchages de la Coupe du monde 2015, où il est néanmoins éliminé par l'Uruguay.
Mais c'est surtout dans le cycle précédant la Coupe du monde 2019, que l'équipe de Hong Kong va retrouver son ambition, avec un effectif professionnel autour de l'équipe nationale, et une ambition affichée de se qualifier pour le mondial. La fédération emploie ainsi 30 joueurs et 5 entraineurs-préparateurs pour constituer une équipe compétitive,,,.
Alors que le Japon est passé dans une autre dimension avec le miracle de Brighton et délaisse désormais les compétitions continentales, Hong Kong s'impose comme place forte du rugby asiatique, remportant deux années d'affilée le Championnat d'Asie de rugby à XV, en 2018 puis 2019, devançant ainsi définitivement leurs rivaux coréens,.
En 2018, les Hongkongais remportent également le barrage contre les Îles Cook, vainqueurs de la Coupe d'Océanie, infligeant un score cumulé de 77 à 3 aux iliens et se qualifiant pour les repêchages qui doivent avoir lieu à la fin de l'année à Marseille, fort de son effectif professionnel quinziste, renforcé par plusieurs internationaux à sept,.
Mais malgré un statut de favori dans la compétition — Hong Kong a alors le meilleur classement des 4 nations qualifiées et le meilleur de son histoire — les Dragons perdent d'entrée contre l'Allemagne de Mike Ford. Victorieux contre le Kenya, il ne parviennent néanmoins pas à empêcher les Canadiens de gagner leur ticket pour la Coupe du monde, défaits 27-10 par les canucks.
À la suite de ce revers, et surtout à la pandémie de Covid-19, devant faire face à de lourds manques à gagner, la fédération hongkongaise doit mettre un terme à son programme professionnel à XV, concentrant ses ressources sur l'équipe de rugby à sept, avec son objectif olympique, visant un statut de semi-pro pour l'équipe à XV.
À partir de 2023, la Fédération hongkongaise fait concourir ses équipes nationales sous le nom de « Hong Kong, Chine », se conformant aux nouvelles directives du comité olympique d'utiliser ce titre avant juillet 2023 ; ce changement a lieu après l'incident survenu lors du championnat d'Asie de rugby à sept, où l'hymne révolutionnaire Gloire à Hong Kong est joué par erreur par les autorités locales à la place de l'hymne national chinois La Marche des Volontaires,.
Hong Kong domine le championnat d'Asie durant les années suivantes. L'édition 2025 est leur sixième victoire d'affilée et leur permet également de se qualifier directement pour la Coupe du monde 2027.

## Palmarès

### Coupe du monde
- 1987 : non invité
- 1991 : non qualifié (2e de la Poule 1 (Tour 1) des qualifications zone Asie)
- 1995 : non qualifié (2e de la Poule 2 des qualifications zone Asie)
- 1999 : non qualifié (3e des qualifications zone Asie)
- 2003 : non qualifié (Tour 2 des qualifications zone Asie)
- 2007 : non qualifié (3e des qualifications zone Asie)
- 2011 : non qualifié (3e des qualifications zone Asie)
- 2015 : non qualifié (3e des repêchages)
- 2019 : non qualifié (3e des repêchages)
- 2023 : non qualifié (3e des repêchages)
- 2027 : qualifié (1er de la zone Asie)

### Championnat d'Asie / Tournoi des cinq nations asiatique
- Vainqueur du Championnat d'Asie : 2018, 2019, 2022, 2023, 2024, 2025
  - Deuxième : 1972, 1992, 2011, 2014, 2015, 2016, 2017

### Emirates Airline Cup of Nations XVs Rugby Tournament
Hong Kong gagne l'Emirates Airline Cup of Nations XVs Rugby Tournament en 2011

## Joueurs emblématiques
- Ashley Billington
- Brendan Marlien (demi de mêlée)

## Effectif actuel
(Mise à jour au 16 novembre 2018)

### Avants
| Nom                     | Naissance, (âge) | Sélections | Club                   | Année de 1re sélection |         |
| Piliers                 | Piliers          | Piliers    | Piliers                | Piliers                | Piliers |
| ----------------------- | ---------------- | ---------- | ---------------------- | ---------------------- | ------- |
| Daniel Barlow           | 24 juin 1986     | 11         | USRC Tigers RFC        |                        |         |
| Adam Fullgrabe          | 3 juillet 1991   | 14         | Kowloon RFC            |                        |         |
| Benjamin Higgins        | 15 juillet 1992  | 15         | Valley RFC             |                        |         |
| Grant Kemp              | 31 octobre 1988  | 1          | Valley RFC             | 2018                   |         |
| Callum McFeat-Smith     | 8 mars 1996      | 2          | Hong Kong FC           |                        |         |
| Jack Parfitt            | 23 juin 1992     | 24         | Hong Kong Scottish     |                        |         |
| Dylan Rogers            | 5 juillet 1984   | 12         | Hong Kong Cricket Club |                        |         |
| Talonneurs              |                  |            |                        |                        |         |
| Mitch Andrews           | 3 août 1989      | 0          | Hong Kong FC           |                        |         |
| Dayne Jans              | 18 août 1988     | 6          | Hong Kong Scottish     |                        |         |
| Alexander Post          | 10 octobre 1995  | 3          | Esher RFC              |                        |         |
| Ben Roberts             | 22 avril 1988    | 14         | Hong Kong Cricket Club |                        |         |
| Deuxièmes ligne         |                  |            |                        |                        |         |
| James Cunningham        | 18 mars 1990     | 23         | Kowloon RFC            |                        |         |
| Jack Delaforce          | 17 août 1990     | 23         | Sandy Bay              |                        |         |
| Fin Field               | 22 juillet 1995  | 23         | Hong Kong Cricket Club |                        |         |
| Craig Lodge             | 25 octobre 1990  | 0          | USRC Tigers RFC        |                        |         |
| Michael Parfitt         | 2 septembre 1994 | 8          | Hong Kong Scottish     |                        |         |
| Troisièmes ligne aile   |                  |            |                        |                        |         |
| Kane Boucaut            | 17 avril 1991    | 9          | Hong Kong Scottish     |                        |         |
| Michael Coverdale       | 12 mars 1995     | 3          | Hong Kong FC           |                        |         |
| Toby Fenn               | 24 août 1987     | 21         | Valley RFC             |                        |         |
| Nick Hewson             | 6 mars 1984      | 14         | Valley RFC             |                        |         |
| Troisièmes ligne centre |                  |            |                        |                        |         |
| Thomas Lamboley         | 27 juillet 1990  | 17         | Valley RFC             |                        |         |

### Arrières
| Nom               | Naissance         | Sélections     | Club                   | Année de 1re sélection |                |
| Demis de mêlée    | Demis de mêlée    | Demis de mêlée | Demis de mêlée         | Demis de mêlée         | Demis de mêlée |
| ----------------- | ----------------- | -------------- | ---------------------- | ---------------------- | -------------- |
| Jamie Hood        | 13 novembre 1986  | 11             | Hong Kong FC           |                        |                |
| Jamie Lauder      | 18 mars 1992      | 6              | Hong Kong FC           |                        |                |
| Bryn Phillips     | 23 septembre 1992 | 1              | Kowloon RFC            | 2018                   |                |
| Liam Slatem       | 12 janvier 1989   | 8              | Sandy Bay              |                        |                |
| Demis d'ouverture |                   |                |                        |                        |                |
| Benjamin Rimene   | 9 octobre 1984    | 20             | Valley RFC             |                        |                |
| Matthew Rosslee   | 24 février 1987   | 19             | Valley RFC             |                        |                |
| Centres           |                   |                |                        |                        |                |
| Ben Axten-Burrett | 1er octobre 1992  | 0              | Hong Kong FC           | 2017                   |                |
| Tyler Spitz       | 27 janvier 1990   | 22             | USRC Tigers RFC        |                        |                |
| Lewis Warner      | 25 juillet 1991   | 1              | Kowloon RFC            |                        |                |
| Max Woodward      | 27 octobre 1990   | 12             | Valley RFC             |                        |                |
| Ailiers           |                   |                |                        |                        |                |
| Max Denmark       | 11 août 1999      | 7              | Hong Kong FC           |                        |                |
| Conor Hartley     | 5 janvier 1993    | 6              | Hong Kong Scottish     |                        |                |
| Salom Yiu         | 4 février 1988    | 15             | USRC Tigers RFC        |                        |                |
| Arrières          |                   |                |                        |                        |                |
| Alex McQueen      | 22 mai 1988       | 8              | Hong Kong Cricket Club |                        |                |
| Casey Stone       | 3 mars 1985       | 1              | USRC Tigers RFC        |                        |                |